# Bühren (Emstek)
Bühren is een plaats in de Duitse gemeente Emstek, deelstaat Nedersaksen, en telt 1301 inwoners (2003).
Het dorp ligt midden in het Oldenburger Münsterland aan de A 1,vlak bij de  afslag 63 richting Cloppenburg en aan de Bundesstraßen B 72  (van de Autobahn richting Cloppenburg en richting Norden) en B 69.